# Puimanyons
Puigmanyons, Pumanyons o Puimanyons (Puigmañons el 1845), formes que reflecteixen fidelment la parla local, és un poble del municipi de la Pobla de Segur, al Pallars Jussà. Està situat dalt d'un turó a menys d'un quilòmetre al sud-oest de la vila de la Pobla de Segur; és accessible per una breu pista que hi puja des del polígon industrial i de serveis que hi ha a migdia de la vila. La pista arrenca de l'extrem sud de les Piscines Municipals.

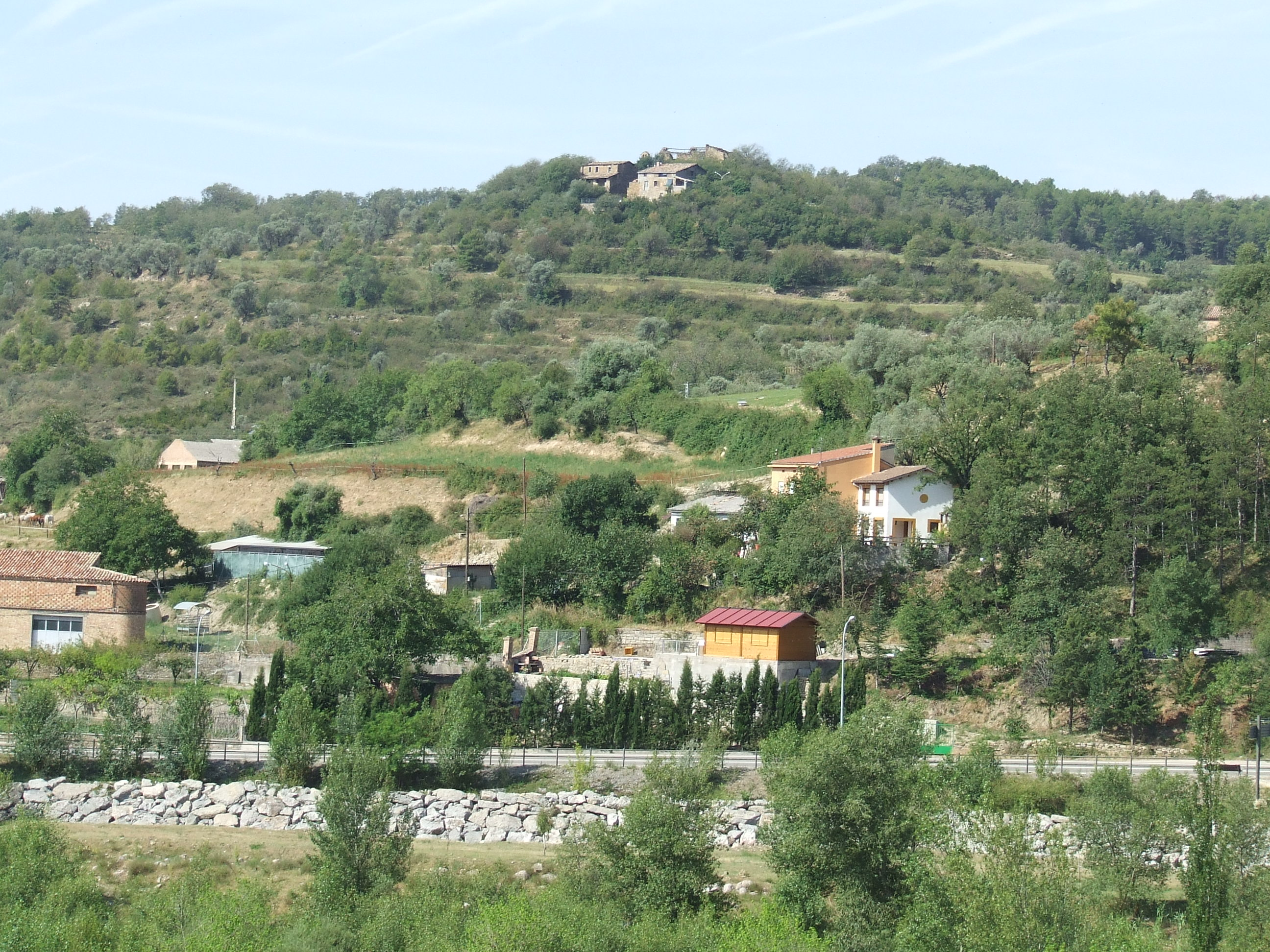
El turó i poble de Puigmanyons

La seva església, antigament sufragània de Santa Maria de Toralla, és dedicada a sant Cristòfol, i és romànica. Actualment pertanyeria a l'agrupació de parròquies portada pel rector de la Mare de Déu de la Ribera de la Pobla de Segur, però com que té el trespol caigut, està en desús.

## Etimologia
Tal com estableix Joan Coromines, el topònim “Puigmanyons” és un híbrid: la primera arrel, “puig”, procedeix del llatí podium (elevació), i la segona, “manyons”, del germànic mannons, genitiu de Manno, nom propi. Seria, doncs, el “Puig d'en Manyó”, referint-se a un establiment alt-medieval, a partir del qual es formà el poble.

## Història
El castell de Puimanyons, del qual en queden algunes restes, ja és esmentat al segle xi (anys 1066 i 1072), en unes definicions de castells fetes pel comte Artau I de Pallars Sobirà al comte Ramon VI de Pallars Jussà, on s'esmenten els castells de Reguard, Toralla, Tendrui i Erill, entre d'altres.

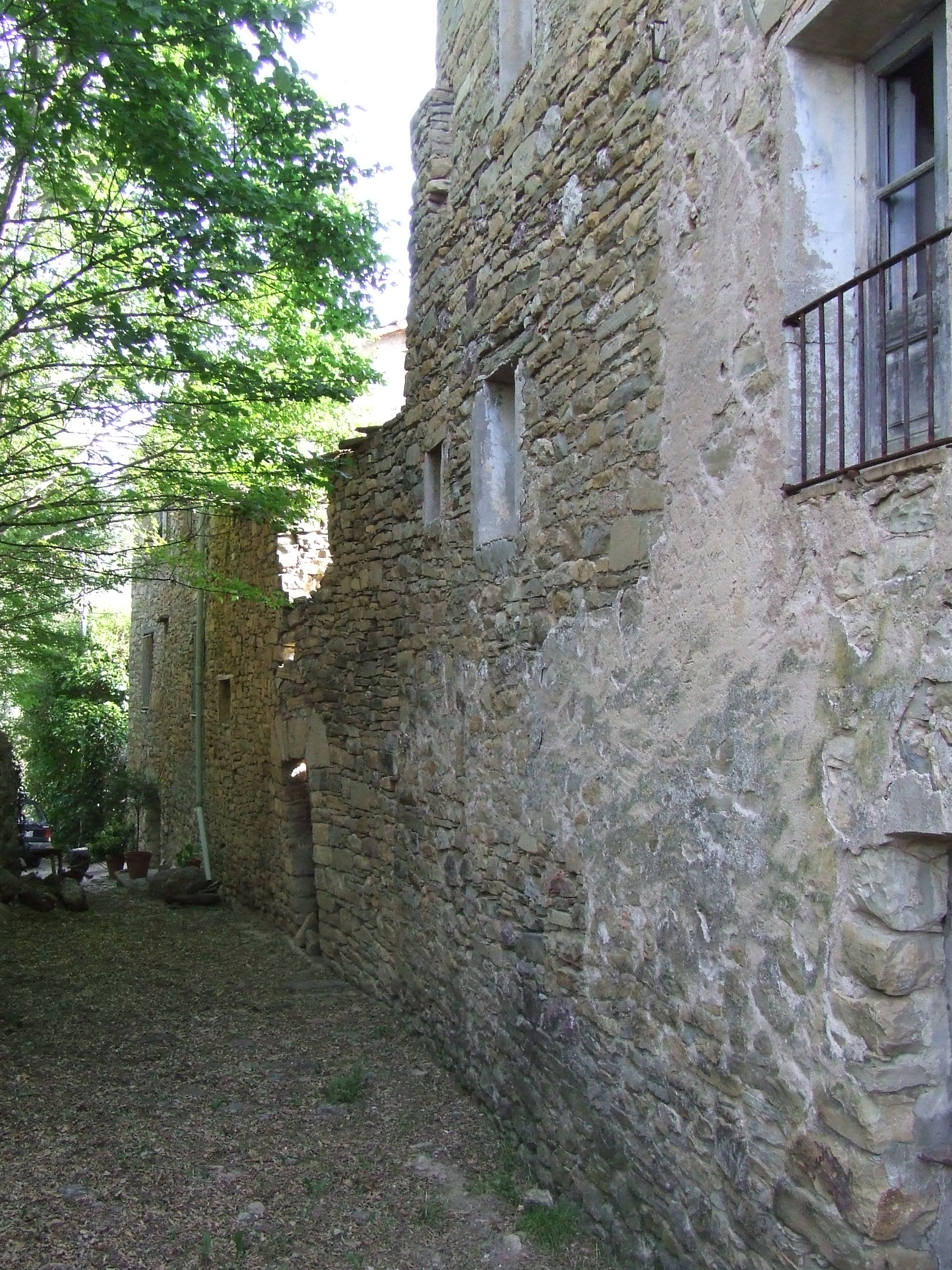
El carrer únic, amb les cases que queden actualment

El 1718 tenia 13 cases i 45 habitants.
Pascual Madoz assenyala que a mitjans del segle xix Puigmañons constava com a agregat de Serradell; la vila, diu Madoz, és dalt d'un turó al mig del pla, ben ventilat i amb clima sa. Formaven el poble 5 cases, amb una capella dedicada a Sant Jaume Apòstol, annexa a la parròquia de Toralla, i amb cementiri proper a la població. Una font bastant separada del poble proveeix els seus habitants d'aigua, cosa que fa que els habitants de Puigmanyons se serveixen sobretot d'una cisterna que hi ha ran de les cases, i per a abeurar el bestiar, disposen de dues séquies. El terreny hi és pla i fluix, i hi ha més de 150 jornals de regadiu. S'hi produïa blat, vi de mala qualitat, llegums, patates i hortalisses. També llana i seda. El bestiar és sobretot d'ovelles. També hi ha un teler de roba ordinària. La població era formada per 3 veïns (caps de família) i 25 ànimes (habitants).
El 1970 encara conservava 11 habitants, i el 2000, una sola casa habitada, Casa Taló, en la qual el 2005 consten 3 habitants. Casa Pardes, Cal Sort de Pardes, Casa Tarraquet, Casa Roi i Casa Aiguader estan ja abandonades i, algunes d'elles, en ruïnes. Completaven el nucli l'església de Sant Cristòfol i el casalot del Castell, que serva restes de l'antic castell del lloc.
El poble i el seu antic terme havien estat domini dels barons de Claret.
Puimanyons té les mateixes partides de terreny que Sant Joan de Vinyafrescal.